# Тайхэ (Цзиань)
Тайхэ́ (кит. упр. 吉水, пиньинь Jíshuǐ) — уезд городского округа Цзиань провинции Цзянси (КНР).

## История
Во времена империи Хань в 199 году из уезда Лулинь был выделен уезд Сичан (西昌县). Во времена империи Суй он был в 591 году переименован в Тайхэ. Во времена империи Тан написание его названия было изменено с 泰和县 на 太和县, но во времена империи Мин было возвращено прежнее написание.
После образования КНР в 1949 году был создан Специальный район Цзиань (吉安专区), и уезд вошёл в его состав. В мае 1968 года Специальный район Цзиань был переименован в Округ Цзинганшань (井冈山地区). В 1979 году Округ Цзинганшань был переименован в Округ Цзиань (吉安地区).
Постановлением Госсовета КНР от 11 мая 2000 года округ Цзиань был преобразован в городской округ Цзиань.

## Административное деление
Уезд делится на 16 посёлков и 6 волостей.